# Nicolae Caranfil
Nicolae Gheorghe Caranfil (Galați, 28 novembre 1893 – Forest Hills, 22 aprile 1978) è stato uno schermidore, ingegnere e politico rumeno.
Ha gareggiato nel fioretto a squadre alle Olimpiadi estive del 1928.

## Biografia
Nato a Galați, ha completato gli studi secondari presso il Liceo Vasile Alecsandri della città nel 1911. Si è poi recato a Bucarest per studiare presso la Scuola Nazionale di Ponti e Strade, completando gli studi di ingegneria civile presso l'École de Génie Civil dell'Università di Gand in Belgio, a cui fanno seguito gli studi post-laurea presso l'Università di Cambridge.
Dopo essere tornato in Romania, Caranfil fu mobilitato nell'esercito nel 1916 come sottotenente e prestò servizio in un'unità di artiglieria durante la prima guerra mondiale. Dal 1922 al 1929 fu direttore della società Electrica, fondata dal collega ingegnere Dimitrie Leonida.
Dal 13 novembre 1936 al 1º gennaio 1937 Caranfil prestò servizio come ministro dell'Aeronautica e della Marina nel terzo gabinetto Tătărăscu. Fu eletto membro corrispondente dell'Accademia rumena nel 1940.
A lui è intitolata una strada nel Settore 1 di Bucarest.